# Agave shawii
Agave shawii es una especie de planta suculenta perteneciente a la antigua familia Agavaceae ahora subfamilia Agavoideae.

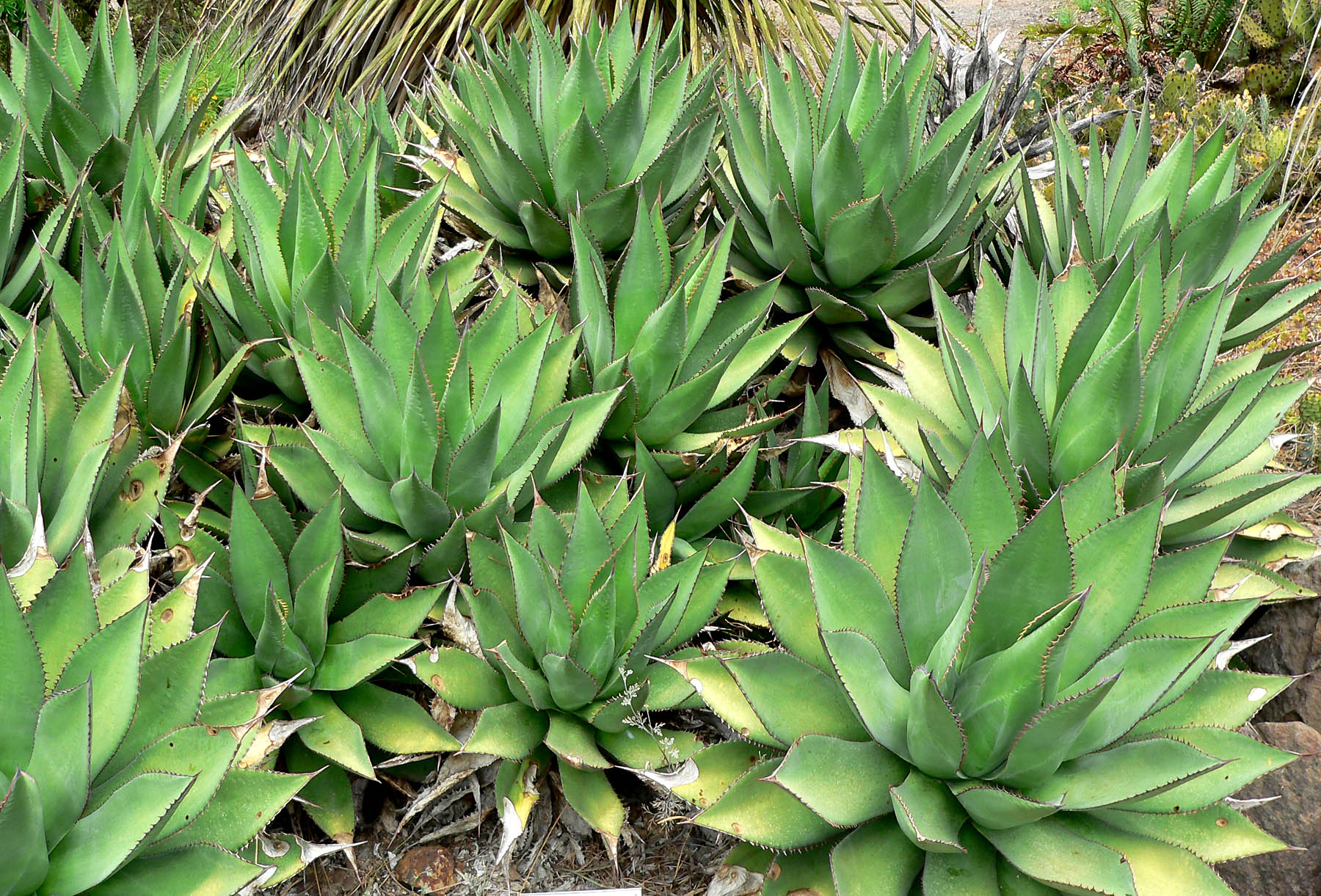
Vista de la planta

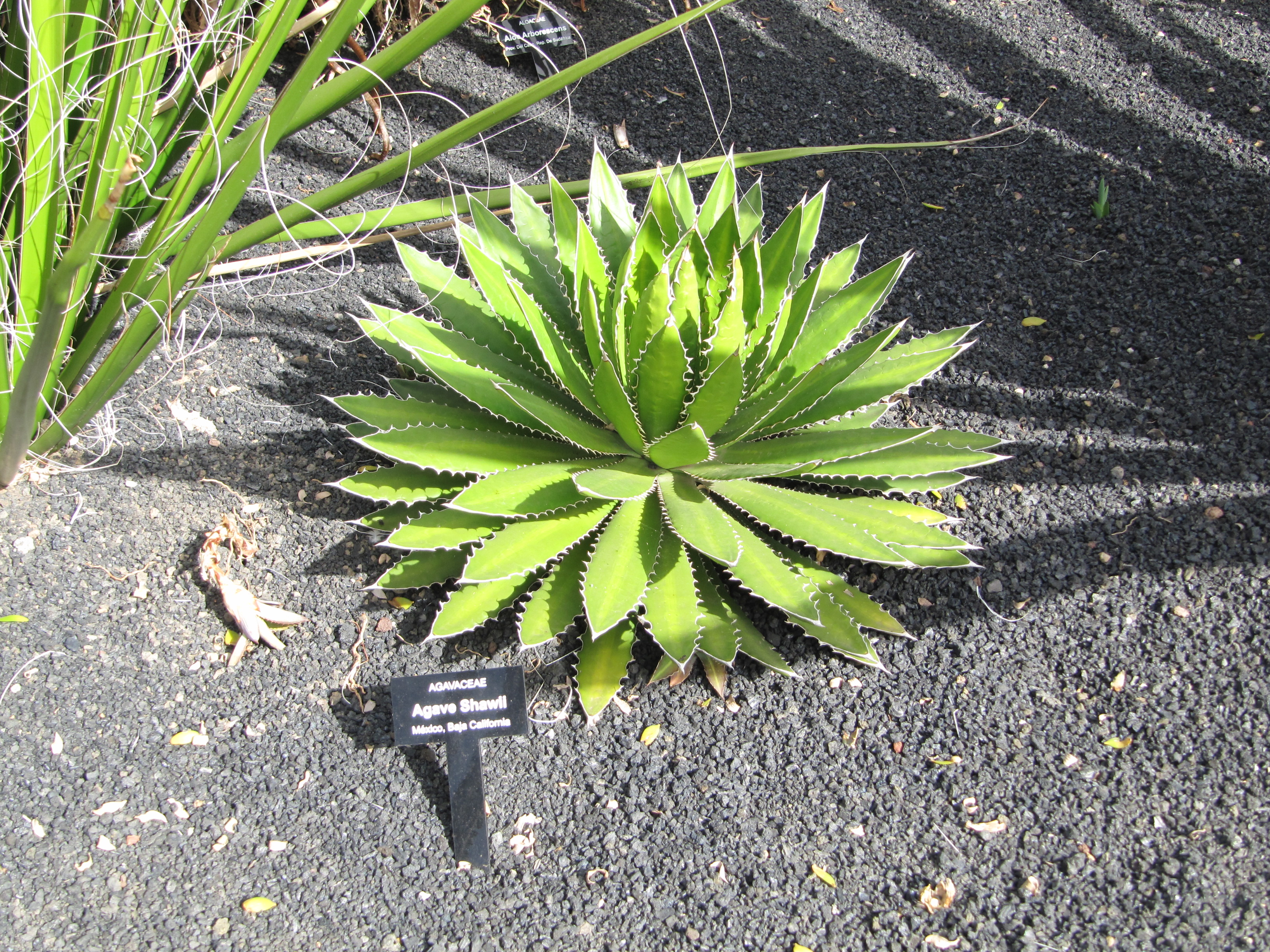
Vista de la planta

## Distribución
Se encuentra solamente a lo largo de la costa del Pacífico en Baja California, extendiéndose al norte en los chaparrales costeros del sur húmedo de  California.

## Descripción
Es un agave pequeño  mediano con las hojas verdes, ovadas de 20-50 cm de longitud y  8-20 cm de ancho, y una variedad de márgenes dentados. Las inflorescencias forma una panícula de  2-4 metros de altura cuyas  8-14 umbelas laterales sostiene grandes brácteas de color púrpura. Cada umbela consiste en una masa de flores de color amarillo a rojizo.
La subspecies goldmaniana es generalmente más grande con hojas lanceoladas de  (40-70 cm) y 18-25 umbelas en un tallo de  3-5 metros de altura, predomina en el desierto del centro de la península.
Aunque es ocasionalmente cultivado, a este agave le perjudican las heladas con los comienzos de daños que empiezan a los  -5 grados C y que son extensivos a los  -8 grados.

## Taxonomía
Agave shawii fue descrito por George Engelmann  y publicado en Transactions of the Academy of Science of St. Louis 3: 314–316. 1875.
Etimología
Agave: nombre genérico que fue dado a conocer científicamente en 1753 por el naturalista sueco Carlos Linneo, quien lo tomó del griego Agavos. En la mitología griega, Ágave era una ménade hija de Cadmo, rey de Tebas que, al frente de una muchedumbre de bacantes, asesinó a su hijo Penteo, sucesor de Cadmo en el trono. La palabra agave alude, pues, a algo admirable o noble.
shawii: epíteto otorgado en honor del botánico Henry Shaw.
Variedades
- Agave shawii subsp. goldmaniana (Trel.) Gentry
- Agave shawii subsp. shawii